# Tatra T3
I tram tipo T3 erano una serie di vetture tranviarie prodotte dal 1960 al 1990 dalla casa cecoslovacca Tatra. Furono costruiti in ben 13.991 esemplari per numerose reti tranviarie dei paesi del COMECON, risultando così il modello di tram costruito in più esemplari al mondo.
I T3 costituivano l'evoluzione del modello T2, costruito sulla base del modello unificato nordamericano PCC.

## Tipi

### T3
Si trattava della versione base, costruita dal 1960 al 1980 in 1.369 esemplari per 9 reti tranviarie cecoslovacche (Bratislava, Brno, Košice, Liberec, Most, Olomouc, Ostrava, Plzeň e Praga).

### T3SU
Si trattava della versione modificata per l'esercizio sulle reti dell'Unione Sovietica; le vetture furono costruite in 11.368 esemplari dal 1963 al 1987, e fecero servizio in 34 città (Barnaul, Char'kov, Dneprodzeržins'k, Dnepropetrovs'k, Doneck, Gor'kij, Groznyj, Irkutsk, Iževsk, Kalinin, Kiev, Kramatorsk, Krasnodar, Krivoj Rog, Kujbyšev, Kursk, Mosca, Novokuzneck, Odessa, Ordžonikidze, Orël, Pjatigorsk, Riga, Rostov sul Don, Sverdlovsk, Taškent, Tula, Ufa, Ul'janovsk, Volgograd, Vol'sk, Voronež, Zaporož'e e Ždanov).

### T3YU
Si trattava della versione modificata per l'esercizio sulle reti della Jugoslavia; le vetture furono costruite in 46 esemplari dal 1967 al 1982, e fecero servizio nelle città di Osijek e Sarajevo.

### T3D
Si trattava della versione modificata per l'esercizio sulle reti della Repubblica Democratica Tedesca; le vetture furono costruite in 247 esemplari dal 1968 al 1988, e fecero servizio sulle reti di Karl-Marx-Stadt e Schwerin.

### T3R
Si trattava della versione modificata per l'esercizio sulle reti della Romania; le vetture furono costruite in 50 esemplari dal 1971 al 1974, per la sola città di Galați.

## Modelli derivati
Dal modello T3 furono derivati il modello T4, di larghezza minore, espressamente progettato per le reti della Repubblica Democratica Tedesca, e il modello articolato K2.